# Ichikawa Takuji
Ichikawa Takuchi (市川 拓司, sinh ngày 7 tháng 10 năm 1962) là một tiểu thuyết gia người Nhật. Những tác phẩm nổi tiếng nhất của Ichikawa có thể kể đến Em sẽ đến cùng cơn mưa (Ima, Ai ni Yukimasu, /いま、会いにゆきます, 2003), Tấm ảnh tình yêu và một câu chuyện khác (Ren'ai shashin: mōhitotsu no monogatari/恋愛写真: もうひとつの物語, 2003) và Nếu gặp người ấy cho tôi gửi lời chào (Sono Toki wa Kare ni Yoroshiku, 2004) 
Các tác phẩm của ông được chuyển thể thành nhiều bộ phim điện ảnh tại Nhật Bản như Be with You (2004), Heavenly Forest (2006) và cả phim truyền hình như 14 tháng (2003). Bộ phim Be with You (chuyển thể từ tiểu thuyết Em sẽ đến cùng cơn mưa) năm 2004 đạt thành công vang dội ở phòng vé tại Nhật Bản. Một phiên bản làm lại của Hàn Quốc năm 2018 của tập sách trên cũng là một phim ăn khách ở Hàn Quốc.
Năm 2019, Ichikawa gia nhập nhóm các tác giả Nhật Bản từng đoạt giải thưởng, Red Circle Authors.

## Tiểu sử
Takuji Ichikawa, sinh ngày 7 tháng 10 năm 1962 tại thành phố Chōfu, Tokyo. Ông học tiểu học ở Fuchu, trước khi chuyển đến Saitama, nơi ông theo học trung học cơ sở và sinh sống đến hiện nay.
Ông mơ ước trở thành nhà văn từ khi học tiểu học. Ở trường, Ichikawa muốn trở thành “một đứa trẻ ngốc nghếch đáng yêu" được mọi người yêu mến. Nhưng cuộc sống ở trường học lại không dễ dàng gì với ông. Ông cảm thấy khó tuân theo các quy tắc và nội quy của trường học. Một trong những giáo viên đã nhận xét rằng "chưa bao giờ gặp phải một đứa trẻ nào rắc rối như Ichikawa trong sự nghiệp giảng dạy của mình".
Sau này, Ichikawa được xác nhận mắc Hội chứng Asperger. Việc phát hiện được điều này, không chỉ giúp Ichikawa đưa những khó khăn thời thơ ấu của ông vào tác phẩm, mà còn cho phép Ichikawa phát huy tốt hơn khả năng viết lách và sự sáng tạo của chính mình.
Ichikawa theo học ngành kinh tế tại Đại học Dokkyo, một trường đại học tư thục được đánh giá cao. Sau khi tốt nghiệp khoa kinh tế trường Đại học Dokkyo, Nhật Bản, ông vào làm tại một công ty xuất bản nhưng chỉ được 3 tháng thì xin nghỉ việc và đi du lịch vòng quanh nước Nhật. Sau đó ông làm tại một văn phòng nhỏ chuyên về thuế suốt 14 năm trước khi nghỉ hẳn để chuyên tâm vào công việc viết lách.
Ichikawa kết hôn với người bạn cùng lớp thời trung học cơ sở. Họ hiện đang sống ở Saitama.

## Sự nghiệp sáng tác
Mặc dù mơ ước trở thành nhà văn từ bé, ông chỉ nghiêm túc với sự nghiệp viết lách vào những năm cuối của tuổi 20, sau khi đứa con đầu lòng chào đời.
Ban đầu, Ichikawa chỉ viết những câu chuyện cho vợ mình. Từ năm 1997, ông bắt đầu giới thiệu những tác phẩm của mình lên mạng Internet và được độc giả đón nhận nồng nhiệt. Chẳng bao lâu đã tạo được dấu ấn riêng trên văn đàn nhờ tìm được hướng khai thác mới cho những đề tài quen thuộc.
Năm 2002, Nơi em quay về có tôi đứng đợi là tiểu thuyết đầu tiên của ông bước ra khỏi Internet để xuất bản thành sách, bởi Alphapolis Co.. Một năm sau đó, Nơi em quay về có tôi đứng đợi được chuyển thể thành một sê-ri truyền hình nhỏ, phát sóng hàng tuần bởi Nippon TV từ tháng 7 đến tháng 9 năm 2003, dưới một tiêu đề khác: 14 月 ～ に 還 っ て く ～ (14 tháng) 
Tác phẩm tiếp theo của Ichikawa, Em sẽ đến cùng cơn mưa (Ima, Ai ni Yukimasu/いま、会いにゆきます), được xuất bản năm 2003 bởi Shogakukan, một trong những nhà xuất bản hàng đầu và nổi tiếng của Nhật Bản, bán được hơn một triệu bản. Tác phẩm nhanh chóng được chuyển thể thành phim điện ảnh tại Nhật Bản, cùng hai phiên bản làm lại ở Hàn Quốc và Trung Quốc, và một bộ phim truyền hình 10 tập tại Nhật Bản, lần này ra mắt cùng tên với tác phẩm.
Hai tác phẩm sau đó, Tấm ảnh tình yêu và một câu chuyện khác (Ren'ai shashin: mōhitotsu no monogatari/恋愛写真: もうひとつの物語, 2003) và Nếu gặp người ấy cho tôi gửi lời chào (Sono Toki wa Kare ni Yoroshiku, 2004) cũng đạt thành công vang dội. Cùng với Em sẽ đến cùng cơn mưa đã bán được hơn ba triệu bản tại Nhật Bản.
Ichikawa từng trả lời phỏng vấn rằng John irving và Kurt Vonnegut là những tác giả mà ông ngưỡng mộ và chịu ảnh hưởng.

## Tác phẩm

### Tiểu thuyết
| Tên tác phẩm (tiếng Nhật)                                                    | Tên tác phẩm (tiếng Việt)                                   | Năm xuất bản |
| ---------------------------------------------------------------------------- | ----------------------------------------------------------- | ------------ |
| Kimi ga Kaeru Basho (きみが還る場所)                                         | Nơi em quay về có tôi đứng đợi                              | 2002         |
| Ima, Ai ni Yukimasu (いま、会いにゆきます)                                   | Em sẽ đến cùng cơn mưa                                      | 2003         |
| Ren'ai shashin: mōhitotsu no monogatari (恋愛写真: もうひとつの物語)         | Tấm ảnh tình yêu và một câu chuyện khác                     | 2003         |
| Sono Toki wa Kare ni Yoroshiku                                               | Nếu gặp người ấy cho tôi gửi lời chào                       | 2003         |
| Oboete Itene—Akaibu Sei Monogatari                                           | tạm dịch: Đừng quên em - Câu chuyện về một ngôi sao lưu trữ | 2004         |
| Hiromi: Musuko Ga Umi Ni Kaeru Asa (弘海 息子が海に還る朝)                   | tạm dịch: Hiromi - Buổi sáng con trở về với biển cả         | 2005         |
| Tada kimi o aishiteru (ただ、君を愛してる)                                   | tạm dịch: Khu rừng trong mơ                                 | 2006         |
| VOICE                                                                        | Tôi vẫn nghe tiếng em thầm gọi                              | 2006         |
| Kyuruiki (吸涙鬼)                                                            | tạm dịch: Ác quỷ - người tình của những giọt nước mắt       | 2010         |
| Bokura wa yoru ni shika awanakatta (ぼくらは夜にしか会わなかった)            | tạm dịch: Gặp nhau khi đêm xuống                            | 2011         |
| Nē, iincho (ねえ、委員長)                                                    | tạm dịch: Hey, chủ tịch                                     | 2012         |
| Konnanimo yasashii, sekai no owarikata (こんなにも優しい、世界 の終わりかた) | Thế giới kết thúc dịu dàng đến thế                          | 2013         |
| Kowareta jitensha de boku wa yuku/壊れた自転車でぼくはゆく)                  | Anh sẽ đi tìm em trên con xe đạp hỏng                       | 2015         |
| MM (MM)                                                                      | MM - Chuyện về cô gái ấy                                    | 2017         |
| Shishōsetsu (私小説)                                                         | tạm dịch: Tôi, tiểu thuyết                                  | 2018         |
| Eien ni tokenai pazuru (永遠に解けないパズル)                                | tạm dịch: Câu đố không lời giải                             | 2019         |

### Tập truyện ngắn
| Tên tác phẩm (tiếng Nhật)                             | Tên tác phẩm (Tiếng Việt)                        | Năm xuất bản |
| ----------------------------------------------------- | ------------------------------------------------ | ------------ |
| Sekaiju ga ame dattara (世界中が雨だったら)           | tạm dịch: Nếu như cả thế giới chìm trong màn mưa | 2005         |
| Boku no te ha kimi no tameni (ぼくの手はきみのために) | Bàn tay cho em                                   | 2007         |

## Bản dịch tiếng Việt
- Nơi em quay về có tôi đứng đợi (dịch từ Separation, Alphapolis Co.), Thanh Nhã dịch, Nhã Nam và Nhà xuất bản Văn học xuất bản
- Em sẽ đến cùng cơn mưa (dịch từ nguyên bản tiếng Nhật い ま 、 会 い ゆ き ま, Shogakukan Inc), Mộc Miên dịch, Nhã Nam và Nhà xuất bản Văn Học xuất bản
- Nếu gặp người ấy cho tôi gửi lời chào (dịch từ nguyên bản tiếng Nhật Sono Toki wa Kare ni Yoroshiku), Shogakukan Inc.), Nguyệt Phùng dịch, Nhã Nam và Nhà xuất bản Hội nhà văn xuất bản
- Tôi vẫn nghe tiếng em thầm gọi (dịch từ nguyên bản tiếng Nhật Voice, Alphaoplis CO.), Mai Khanh dịch, Nhã Nam và Nhà xuất bản Văn học xuất bản
- Tấm ảnh tình yêu, và một câu chuyện khác (dịch từ nguyên bản tiếng Nhật 恋愛写真: もうひとつの物語, Shogakukan Inc.), Ái Tiên dịch, Nhã Nam và Nhà xuất bản Hà Nội xuất bản
- Thế giới kết thúc dịu dàng đến thế (dịch từ nguyên bản tiếng Nhật こんなにも優しい、世界の終わりかた, ICHIKAWA Takuji, Shogakukan Inc.), Trần Hà Thương dịch, Nhã Nam và Nhà xuất bản Hội nhà văn xuất bản
- Bàn tay cho em  (dịch từ nguyên bản tiếng Nhật Boku no te wa kimi no tame ni (ぼくの手はきみのために, Kadokawa Corporation), Khương Quỳnh Anh - Dương Thị Hoa dịch, Nhã Nam và Nhà xuất bản Hà Nội
- MM, chuyện về cô gái ấy (dịch từ nguyên bản tiếng Nhật MM, Shogakukan Inc.), Mai Mai dịch, Nhã Nam và Nhà xuất bản Hội nhà văn xuất bản

## Chuyển thể

### Phim điện ảnh
- Phim điện ảnh Nhật Bản Ima, Ai ni Yukimasu (chuyển thể từ tiểu thuyết Em sẽ đến cùng cơn mưa), 2004, đạo diễn: Nobuhiro Doi, diễn viên: vai Yūko Takeuchi và Shido Nakamura vai Takumi Aio.
- Phim điện ảnh Nhật Bản Heavenly Forest(chuyển thể từ tiểu thuyết Tấm ảnh tình yêu và một câu chuyện khác) 2006, đạo diễn: Takehiko Shinjo, diễn viên Aoi Miyazaki, Hiroshi Tamaki, Meisa Kuroki
- Phim điện ảnh Say Hello for Me(chuyển thể từ tiểu thuyết Nếu gặp người ấy cho tôi gửi lời chào, 2007, đạo diễn: Yuichiro Hirakawa, diễn viên Masami Nagasawa vai Suzune Morikawa / Karin Takigawa, Takashi Tsukamoto vai Yuji Igarashi, Takayuki Yamada vai Satoshi Toyama
- Phim điện ảnh Hàn Quốc Be with You (2018 film)(chuyển thể từ tiểu thuyết Em sẽ đến cùng cơn mưa), 2018, đạo diễn Lee Jang-hoon, diễn viên So Ji-sub và Son Ye-jin (WikiPedia article

### Phim truyền hình
- Phim truyền hình Nhật Bản 14 Months (chuyển thể từ tiểu thuyết Nơi em quay về có tôi đứng đợi), 10 tập phát sóng từ ngày 7 tháng 7 năm 2003 đến ngày 9 tháng 9 năm 2003, đạo diễn Kazuo Yamamoto, Koichi Okamoto, Yochien Tanoshii, Shi Shirakawa, diễn viên Saki Takaoka - Yuko Igarashi, Shunsuke Nakamura - Satoru Inoue, Wakana Sakai - Miya Horikawa (asianwiki.com/14_Months)
- Phim truyền hình Nhật Bản Be with You (chuyển thể từ tiểu thuyết Em sẽ đến cùng cơn mưa, 10 tập phát sóng từ ngày 3 tháng 7 năm 2005 đến 18 tháng 9 năm 2005, đạo diễn: Shunichi Hirano, Daisuke Yamamuro, Susumu Ohoka, diễn viên: Rie Mimura - Mio Aio, Hiroki Narimiya - Takumi Aio, Akashi Takei - Yuji Aio (asianwiki.com/Be_With_You_(2005-Japan-TBS))